# Kapitalanleger-Musterverfahrensgesetz
Das deutsche Kapitalanleger-Musterverfahrensgesetz (KapMuG) soll geschädigten Anlegern die Durchsetzung von Schadensersatzansprüchen erleichtern, indem es Musterverfahren wegen falscher, irreführender oder unterlassener öffentlicher Kapitalmarktinformationen, etwa in Jahresabschlüssen oder Börsenprospekten, ermöglicht. Im Musterverfahren können Tatsachen- und Rechtsfragen, die sich in mindestens zehn individuellen Schadensersatzprozessen gleichlautend stellen, einheitlich durch das Oberlandesgericht mit Bindungswirkung für alle Kläger entschieden werden.

## Hintergrund
Anlass für die Einführung des KapMuG war eine Vielzahl von gleich gelagerten Gerichtsverfahren (ca. 16.000) gegen die Deutsche Telekom, mit denen Einzelpersonen als Aktionäre Schadenersatz wegen nach ihrer Ansicht falscher Angaben in einem Verkaufsprospekt verlangen. Aus diesem Grund wird das KapMuG auch „Lex Telekom“ genannt – eine Bezeichnung, die allerdings auch für das Telekommunikationsgesetz verwendet wird. Im November 2021 gab es ein Vergleichsangebot: Rückzahlung Kaufpreis i.d.H. 16,50 Euro plus. 70 Prozent der Zinsen plus überwiegende Prozess- und Anwaltskosten.
Eine weitere Ursache liegt in einem Urteil des Bundesverfassungsgerichts (BVerfG). Dieses wurde von einigen geschädigten Klägern angerufen, weil diese in dem Ausgangsverfahren durch die Vielzahl der Klagen mit einer Sachentscheidung erst nach einer Verfahrensdauer von über drei Jahren zu rechnen hatten. Das BVerfG sieht in der langen Prozessdauer einen Verstoß gegen die Rechtsschutzgarantie, wonach in angemessener Zeit über einen Streit zu entscheiden ist. Das KapMuG hat diesen Erwartungen nicht entsprochen. Auch das "Zweite Gesetz zur Reform des Kapitalanleger-Musterverfahrensgesetz" wird daran nichts ändern. Auch weiterhin ist nach dem Feststellungsverfahren eine Leistungsklage zu führen: das Gericht muss jede Akte zweimal bearbeiten. Der Entwurf traf auch sonst schnell auf massive Kritik von Experten. In vielen Fällen wird das KapMuG auch weiterhin zu den vom Bundesverfassungsgericht monierten "überlangen Verfahrensdauern" führen.

## Zielsetzung
Das Bundesministerium der Justiz benennt folgende Vorteile des kollektiven Musterverfahrens gegenüber dem Einzelrechtsstreit:
1. Der einzelne Anleger kann seinen Schadensersatzanspruch effektiv durchsetzen.
2. Komplexe Tatsachen- und Rechtsfragen werden nur einmal mit Bindungswirkung für alle geschädigten Anleger geklärt, d. h. es bedarf nur einer Beweisaufnahme.
3. Das Prozesskostenrisiko für den einzelnen Anleger wird deutlich gesenkt; ein Auslagenvorschuss insbesondere für teure Sachverständigengutachten muss nicht gezahlt werden; im Falle des Unterliegens der Kläger werden die Kosten auf alle Kläger anteilig verteilt.
4. Es kommt zur Beschleunigung bei der Abwicklung einer Vielzahl von Klagen; die betroffenen Gerichte werden entlastet; die beklagten Unternehmen erhalten schneller Rechtssicherheit.

## Verfahren nach dem KapMuG
Das bundesweit erste Verfahren nach dem KapMuG richtete sich gegen die Deutsche Telekom AG wegen angeblicher Prospektunrichtigkeiten im Börsengang DT3. Das OLG Frankfurt hat hierzu am 16. Mai 2012 per Musterentscheid keinen Prospektfehler feststellen können. Der Bundesgerichtshof entschied am 11. Dezember 2014, dass der Prospekt fehlerhaft war und hat das Verfahren an das Oberlandesgericht zur erneuten Verhandlung zurückverwiesen. Das nächste bedeutende Verfahren nach diesem Gesetz startete im September 2018 stellvertretend für mehr als 1600 Einzelklagen vor dem Oberlandesgericht Braunschweig gegen die Volkswagen AG wegen der Kursverluste der Anleger im Zusammenhang mit dem Abgasskandal.
Am 13. März 2023 wurde das KapMuG-Verfahren in der Angelegenheit Wirecard eröffnet. 101 Kap 1/22. Der Musterkläger wird von einer Münchner Kanzlei und einem Anwalt aus Salzhausen gemeinsam vertreten.

## Gliederung
Das KapMuG gliedert sich in vier Abschnitte:
1. Abschnitt 1: Musterverfahrensantrag; Vorlageverfahren
2. Abschnitt 2: Durchführung des Musterverfahrens
3. Abschnitt 3: Wirkung des Musterentscheids und des Vergleichs; Kosten
4. Abschnitt 4: Übergangs- und Schlussvorschriften